# Streblocera nantouensis
Streblocera nantouensis är en stekelart som beskrevs av Chou 1990. Streblocera nantouensis ingår i släktet Streblocera och familjen bracksteklar. Inga underarter finns listade i Catalogue of Life.